# Super Wirbel
Super Wirbel är en berg- och dalbana i nöjesparken Holiday Park, Tyskland. Berg- och dalbanan är tillverkad av Vekoma och togs i drift 1979.